# AMC Networks International Southern Europe
AMC Networks International Southern Europe (AMCNISE), legalmente Multicanal Iberia S.L.U., es una empresa dedicada a la producción de contenidos y distribución de canales temáticos de televisión en España, Portugal, Francia e Italia. Es filial de AMC Networks International, productora de canales temáticos y producción de contenidos a nivel europeo. Pertenece a AMC Networks International, que es la división internacional de AMC Networks.
En abril de 2010 cerró la compra de Teuve, la productora y distribuidora de canales temáticos participada al 100% por ONO, incorporando a su oferta nuevos canales.
En octubre de 2013 se hace oficial la compra de la empresa por parte de la productora AMC Networks, conocida por series como Mad Men o The Walking Dead.
En junio de 2022 la compañía lanza en España la plataforma de vídeo bajo demanda AMC+ compuesta por series originales de AMC en todo el mundo, así como de un amplio catálogo de contenido que difunde a través de sus canales.

## Canales en España
| Logo | Canal                                                            | Inicio de transmisiones           |
| ---- | ---------------------------------------------------------------- | --------------------------------- |
|      | AMC Cine y series.                                               | 4 de noviembre de 2014 (10 años)  |
|      | AMC Break Telerrealidad.                                         | 18 de abril de 2018 (7 años)      |
|      | AMC Crime Documentales y reportajes relacionados con crímenes.   | 1 de febrero de 2011 (14 años)    |
|      | Canal Historia Documentales.                                     | 5 de diciembre de 1998 (26 años)  |
|      | Canal Hollywood Cine.                                            | 20 de diciembre de 1993 (31 años) |
|      | VinTV estilo vintage que emite series de los años 1970, 80 y 90. | 1 de julio de 2025 (0 años)       |
|      | Canal Cocina Cocina y gastronomía.                               | 1 de abril de 1998 (27 años)      |
|      | Dark Cine de terror.                                             | 31 de octubre de 2016 (8 años)    |
|      | Decasa Estilo de vida.                                           | 1 de mayo de 2007 (18 años)       |
|      | Odisea Documentales.                                             | 1 de abril de 1996 (29 años)      |
|      | Selekt Generalista.                                              | 4 de febrero de 2021 (4 años)     |
|      | ¡Buen Viaje! Documentales de viajes y turismo.                   | 13 de abril de 2023 (2 años)      |
|      | Somos Cine español.                                              | 1 de noviembre de 2005 (19 años)  |
|      | Sundance TV Cine independiente y de autor.                       | 1 de junio de 2011 (14 años)      |
|      | XTRM Cine de acción.                                             | 8 de abril de 1999 (26 años)      |
|      | AMC+                                                             | 15 de junio de 2020 (5 años)      |
|      | Panet horror                                                     | 15 de junio de 2020 (5 años)      |
|      | Historia y actualidad                                            | 15 de junio de 2020 (5 años)      |
|      | El gourmet                                                       | 15 de junio de 2020 (5 años)      |
|      | Acorn TV                                                         | 15 de junio de 2020 (5 años)      |
|      | Sol Música                                                       | 15 de junio de 2020 (5 años)      |
|      | Real Crime                                                       | 15 de junio de 2020 (5 años)      |

- Hasta el 31 de diciembre de 2024, a través de Movistar Plus+ se podían ver los siguientes canales:
  - AMC,
  - Selekt,
  - Sundance TV,
  - Canal Hollywood incluido en el paquete básico de Movistar Plus+,
  - DARK,
  - Somos,
  - XTRM,
  - Canal HISTORIA incluido en el paquete básico de Movistar Plus+,
  - AMC Break,
  - AMC Crime,
  - Odisea,
  - Canal Cocina incluido en el paquete básico de Movistar Plus+,
  - Decasa incluido en el paquete básico de Movistar Plus+,
  - ¡BUENVIAJE! incluido en el paquete básico de Movistar Plus+, y
  - Enfamilia incluido en el paquete básico de Movistar Plus+.

## Canales en Portugal
| Logo | Canal                                                                     | Inicio de transmisiones          |
| ---- | ------------------------------------------------------------------------- | -------------------------------- |
|      | AMC Cine y series.                                                        | 4 de noviembre de 2014 (10 años) |
|      | AMC Break Telerrealidad.                                                  | 19 de abril de 2022 (3 años)     |
|      | AMC Crime Documentales y reportajes relacionados con crímenes.            | 19 de abril de 2022 (3 años)     |
|      | Biggs Canal enfocado a un público adolescente. Joint venture con DREAMIA. | 1 de diciembre de 2009 (15 años) |
|      | Blast Canal temático de acción. Joint venture con DREAMIA.                | 31 de octubre de 2014 (10 años)  |
|      | Casa e Cozinha Lifestyle. Joint venture con DREAMIA.                      | 8 de abril de 2020 (5 años)      |
|      | Canal Panda (Portugal) Infantil. Joint venture con DREAMIA.               | 1 de abril de 1996 (29 años)     |
|      | Canal Historia Documentales.                                              | 1 de marzo de 1999 (26 años)     |
|      | Canal Hollywood Cine.                                                     | 16 de junio de 1995 (30 años)    |
|      | Odisseia Documentales.                                                    | 1 de abril de 1996 (29 años)     |
|      | Panda Kids Infantil de 6 a 9 años. Joint venture con DREAMIA.             | 1 de junio de 2021 (4 años)      |

## Antiguos canales
- Kitz: Emitía programas y contenidos infantiles. Sustituyó a Super Ñ el 1 de noviembre de 2006 y fue sustituido por KidsCo el 1 de mayo de 2008.

- PachaTV: Bajo la popular marca emitía música de todos los géneros, aunque prestando especial atención al pop, al dance y al electro. Desapareció el 29 de julio de 2010, ya que emitía una programación similar a la de su canal hermano Sol Música.

- CineStar: El canal de cine mayoritario, principalmente norteamericano que va de los años ochenta hasta la actualidad, aunque programa a veces películas anteriores a los años 80. Desapareció el 30 de septiembre de 2010, ya que emitía una programación similar a la de su canal hermano Canal Hollywood.

- Buzz Negro: Antiguamente era un canal dedicado al manga y al anime que compartía dial con el canal Club Super3, que se emitía en Vía Digital. Luego se trasformó en un canal juvenil de cine, series y entretenimiento que, tras la desaparición de Dark, emitía la misma programación que Buzz Rojo pero con una hora de retraso y no contaba con Canal 18. Estaba destinado a paquetes inferiores de televisión de pago. Desapareció a partir del 1 de febrero de 2011 cuando fue sustituido por Crimen & Investigación.

- Extreme Sports Channel: Versión española del canal más prestigioso de la cadena.

- Canal 18: Canal de cine X que emitía en la franja nocturna del canal Buzz Rojo, dos películas por noche, mezclando géneros, tanto heterosexual, como gay y bisexual. Anteriormente la franja de cine X empezaba a partir de medianoche y el resto del día emitía películas de terror. La franja de terror se denominó Dark y el canal se conoció como Dark/Canal 18 a partir de noviembre de 2006. Cesó sus emisiones el 2 de septiembre de 2013, siendo sustituido por Dorcel TV.[2]

- Cinematk: Canal de cine independiente, de autor y "de culto", que emitía sobre todo producciones europeas. La mayoría de sus emisiones se realizaban en Versión Original Subtitulada.[3]

- Bio.: Originado a partir de un espacio en "Canal de Historia", se centraba en los documentales y reportajes de carácter biográfico.

- KidsCo:Canal de temática infantil. Es propiedad de la productora Sparrowhawk Media Group propietaria de los otros canales KidsCo en el mundo. Era el antiguo canal Kitz, sucesor de los antiguos canales Super Ñ y Super 3. Teuve vendió Kits a Sparrowhawk pero gestiona el canal.

- MGM: Canal de cine. Se trataba de una joint venture con la Metro-Goldwyn-Mayer y emitía las películas del fondo del estudio y de sus compañías subsidiarias.

- Natura: Emitía documentales de naturaleza durante las 24 horas del día.

- Buzz Rojo: Canal de cine, series y entretenimiento. Contaba con Canal 18 en su franja nocturna. Antiguo Dark/Canal 18 que se fusionó con Buzz en julio de 2009. Desapareció el 31 de octubre de 2016 con la llegada de Dark,[4] aunque, en los operadores que tenían Buzz Rojo, éste fue sustituido por una versión de Dark con conexión al canal Dorcel a medianoche, que, a partir de abril de 2019, se llamaría Dark Red.[5]

- MOV: Canal de televisión portugués dedicado a emitir películas y series de todos los géneros.

- A&E: Canal dedicado a programas de telerrealidad.

- Canal Panda España: Canal dedicado al público infantil y juvenil emitiendo sobre todo series de dibujos animados y películas. Cesó el 15 de diciembre de 2022 siendo reemplazado por el canal "EnFamilia".[6] Aunque el canal cerró en España, sigue existiendo en Portugal.

- Sol Música: Canal dedicado a la emisión de varios videoclips y reportajes de numerosos artistas, tanto españoles como internacionales. Cesó el 13 de abril de 2023, siendo reemplazado por el canal "Sol +que música", aunque desde el 23 de marzo de 2023, su emisión se volvió totalmente gratuita a través de YouTube y sus otras redes sociales.[7][8]

## Sintonizar los canales de AMC Networks International Iberia
- CABLE Y OTT: Más del 50% de los canales de AMC Networks International Iberia están disponibles en Vodafone TV, Telecable, Euskaltel, R y Orange TV entre otros.